# Cyclodes omma
Cyclodes omma är en fjärilsart som beskrevs av Hoeven 1840. Cyclodes omma ingår i släktet Cyclodes och familjen nattflyn. Inga underarter finns listade i Catalogue of Life.

## Bildgalleri

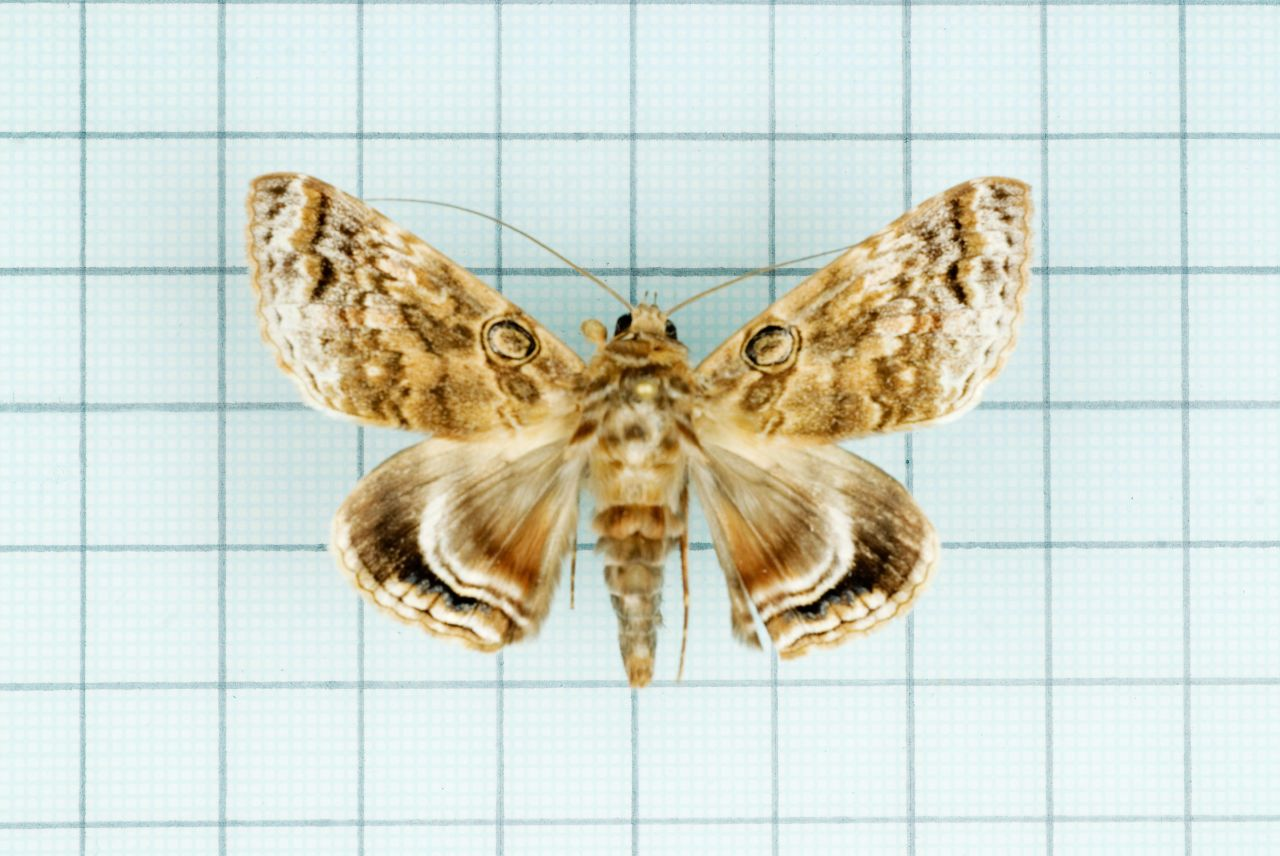